# Копела арнольді
Копела арнольді, широко відома як сплеш тетра або бризкаюча тетра, є видом тропічних прісноводних риб, що належать до родини Лебіасинові. Її батьківщиною є Південна Америка.
Рибка названа на честь німецького акваріуміста Йоганна Пауля Арнольда (1869—1952), який зібрав типовий екземпляр.

## Опис
Сплеш тетра — це маленька струнка рибка зі стандартною довжиною від 3 до 4 см (1,2 до 1,6 дюйм). Рот відносно великий і піднятий, з гостро загостреними зубами; це контрастує з більш горизонтальним ротом досить подібних риб-олівців (Nannostomus). Верхньощелепні кістки вигнуті в S-подібній формі, а ніздрі розділені шкірним валиком. На спинному плавці є темна пляма і темна лінія від морди до ока, яка може продовжуватися до кришки. Немає бічної лінії і жирового плавника.

## Поширення і середовище проживання
Вид є ендемічним для басейнів тропічних річок Південної Америки, де вона наявна в річкових системах від Ориноко до річки Амазонка. Вона зустрічається в неглибоких струмках, як у прозорих лісових струмках, так і в струмках з чорною водою на болотах і заболочених місцях.

## Екологія
Черви, ракоподібні та інші безхребетні, особливо дрібні комахи, які падають на поверхню води, складають раціон бризкаючої тетри.
Ця риба має незвичайну систему розмноження, коли самці піклуються про ікру. У період розмноження самець вибирає відповідне місце з нависаючим листям. Коли він приваблює самицю до цього місця, пара одночасно вистрибує з води та чіпляється за низько звисаючий лист своїми тазовими плавниками протягом десяти секунд. Тут самка відкладає партію з шести-десяти ікринок, які відразу ж запліднюються самцем, перш ніж обидві риби падають назад у воду. Подальші партії відкладають подібним чином, поки на листі не буде від 100 до 200 яєць і самка не закінчиться. Самець залишається під рукою, постійно бризкаючи водою на яйця, щоб вони були вологими. Швидкість бризок становить близько 38 бризок на годину. Ікра вилуплюється приблизно через 36-72 години, і мальки падають у воду.